# Jan Schenk
Jan Schenk (Leiden, 18 september 1976) is een Nederlandse muzikant en producer. Hij is als muzikant actief in de band Hospital Bombers.

## Biografie
Schenk werd in 1976 geboren in Leiden. Hij studeerde aan de Universiteit van Amsterdam. In 1999 richtte hij de band Norma Jean op, waarin hij zong en gitaar speelde. Ondanks hoge verwachten bleef een doorbraak uit. Toen deze band in 2005 uit elkaar viel, richtte hij met oud-leden Marc van der Holst en Remco Mooijekind de band Hospital Bombers op, waar ook violiste Susanne Linssen deel van ging uitmaken.
Naast zijn carrière als muzikant was Schenk ook actief als producer. Zo produceerde hij onder meer albums van The Heights, The Moi Non Plus, Daily Bread, Blues Brother Castro, Bastian en Claw Boys Claw. Schenk werkte jaren als freelance producer in diverse studio's, waaronder de Next To Jaap studio van Corno Zwetsloot in Voorhout en de Studio Sound Enterprise in Weesp van Frans Hagenaars. Schenk opende een eigen studio in de Van Diemenstraat in Amsterdam.

## Discografie

### MetHospital Bombers
| Album met eventuele hitnotering(en) in de Nederlandse Album Top 100 | Datum van verschijnen | Datum van binnenkomst | Hoogste positie | Aantal weken | Opmerkingen |
| ------------------------------------------------------------------- | --------------------- | --------------------- | --------------- | ------------ | ----------- |
| Footnotes                                                           | 10-12-2007            | -                     | -               | -            |             |
| At Budokan                                                          | 2012                  | 21-01-2012            | 71              | 2            |             |

## Productie- en engineerwerk
Schenk werkte als producer en engineer onder andere mee aan de volgende albums:
- The Heights - Beachyhead (2005)
- ET Explore Me - ET Explore Me (2005)
- Heidi Happy – Back together (2007)
- The Moi Non Plus - The Moi Non Plus (2008)
- Daily Bread - Well, you're not invited (2009)
- awkward i - i really should whisper (2009)
- The Heights - DreamMaps (2010)
- Kanipchen-Fit - Multibenefit (2010)
- Blues Brother Castro - On the beach (2011)
- Bastian - There's no such place (2011)
- Claw Boys Claw - Hammer (2013)
- The Pignose Willy's - Who do you love (2013)
- Band of Beginners - September sunburn (2014)
- Naive Set - Reclining Nude (2014)